# Quid Pro Quo (In-Extremo-Album)
Quid Pro Quo ist das zwölfte Studioalbum der Mittelalter-Rock-Band In Extremo. Es wurde 2016 durch Vertigo/Universal veröffentlicht.

## Inhalt
In diesem Album spricht In Extremo durch die Lieder Quid pro quo und Lieb Vaterland, magst ruhig sein politische Themen an. Das Lied Quid pro quo handelt von der Bedeutung von Geld in der modernen Zeit, Lieb Vaterland, magst ruhig sein, eine Anspielung auf Die Wacht am Rhein, handelt vom Krieg und dem Einsatz von Soldaten im Ausland.
Das Album beinhaltet, auch im Vergleich zu den letzten Alben der Band, mehrere Lieder in verschiedenen Sprachen, ist allerdings trotzdem weitgehend auf Deutsch gesungen. Estnisch, Walisisch, und Russisch sind jeweils in den Liedern Pikse Palve, Dacw 'Nghariad, und Черный ворон („Schwarzer Rabe“) zu hören. Bei dem Lied Roter Stern singt Hansi Kürsch, Sänger der Band Blind Guardian, gemeinsam mit In Extremo und bei dem Lied Flaxhenteufel spielt die Band Heaven Shall Burn mit.

## Titelliste
1. Störtebeker
2. Roter Stern
3. Quid pro quo
4. Pikse palve
5. Lieb Vaterland, magst ruhig sein
6. Flaschenteufel
7. Dacw 'Nghariad
8. Moonshiner
9. Glück auf Erden
10. Черный ворон (Schwarzer Rabe)
11. Sternhagelvoll
12. Wenn das Licht angeht (Bonus-Track)
13. Palästinalied 2 (Bonus-Track)
14. Quid Pro Quo (Akustik-Version / Bonus-Track)

## Rezeption

### Rezensionen
Metal Hammer meinte: „Zum ersten Mal seit ‚Sünder ohne Zügel‘ gelingt In Extremo der Sprung an die Soundcheck-Spitze!“ laut.de urteilte: „‚Quid Pro Quo‘ vereint alles, was In Extremo ausmacht, scheut gleichzeitig nicht vor Experimenten zurück und präsentiert die Spielmänner in absoluter Höchstform.“

### Charts und Chartplatzierungen
| ChartsChartplatzierungen | Höchstplatzierung | Wochen |
| ------------------------ | ----------------- | ------ |
| Deutschland (GfK)        | 1 (16 Wo.)        | 16     |
| Österreich (Ö3)          | 4 (7 Wo.)         | 7      |
| Schweiz (IFPI)           | 9 (4 Wo.)         | 4      |

| ChartsJahrescharts (2016) | Platzierung |
| ------------------------- | ----------- |
| Deutschland (GfK)         | 56          |

### Auszeichnungen für Musikverkäufe
| Land/Region        | Auszeichnungen für Musikverkäufe (Land/Region, Auszeichnung, Verkäufe) | Verkäufe |
| ------------------ | ---------------------------------------------------------------------- | -------- |
| Deutschland (BVMI) | Gold                                                                   | 100.000  |
| Insgesamt          | 1× Gold ·                                                              | 100.000  |